# Hidrazida
En química orgánica, las hidrazidas son una clase de compuestos orgánicos caracterizados por un enlace covalente nitrógeno-nitrógeno con 4 sustituyentes, y al menos uno de ellos es un grupo acilo. La estructura general para una hidrazida es (R1=O)R2-N-N-R3R4. Una clase relacionada de compuestos, denominada hidrazonas, no llevan un grupo acilo. Son miembros importantes de esta clase las sulfonilhidrazidas, tales como la p-toluensulfonilhidrazida, que son reactivos útiles en síntesis orgánica, por ejemplo en la reacción de Shapiro. Este reactivo puede ser preparado por la reacción del cloruro de tosilo con hidrazina.